# In Liebe Mireille
Albums de Mireille Mathieu
Welterfolge aus Paris
(1985) Tour de l'Europe
(1987)
 In Liebe Mireille est un album allemand de la chanteuse française Mireille Mathieu sorti en 1986. Cet album est sorti à la fois en format CD et en format 33 tours.

## Chansons de l'album
1. Du weißt doch ich lieb' dich (Bernd Meinunger/Candy de Rouge/Günther Mende)
2. Ewige Nacht (Bernd Dietrich/Engelbert Simons/Gerd Grabowski)
3. Lieben heißt für mich, mit dir zu leben (Bernd Dietrich/Engelbert Simons/Engelbert Simons)
4. Melodie der Nacht (Uwe Busse/Karlheinz Rupprich/Achim Slawik)
5. Man sagt ein Wort (M. Schürg/Candy de Rouge/Günther Mende)
6. Sehnsucht nach der Zeit mit dir (Bernd Meinunger/Candy de Rouge/Günther Mende)
7. Adios sagt man (Uwe Busse/Karlheinz Rupprich/Uwe Busse/Achim Slawik)
8. Wenn es Nacht wird im Paris (Uwe Busse/Karlheinz Rupprich/Uwe Busse/Achim Slawik)
9. Wenn ich dich verlier (Uwe Busse/Karlheinz Rupprich/Fritz)
10. Made in France (allemand) (Pierre Delanoé/Th. Woitkewitsch/Jean-Pierre Bourtayre)